# Méan (Saint-Nazaire)
Pour les articles homonymes, voir Méan.
Méan est aujourd'hui un quartier de Saint-Nazaire en Loire-Atlantique, situé à l'est de la ville.

## Historique
Peuplé de 866 habitants en 1841, Méan dépendait alors de la commune de Montoir-de-Bretagne mais en était séparé par le Brivet à l'endroit où celui-ci se jette dans la Loire.
Le quartier se développe lors de l'aménagement des chantiers navals, d'abord destinés à la construction de navires en bois. Marins, charpentiers, cordiers, forgerons et poulieurs croisent les pêcheurs dans les rues étroites du village. Entre 1840 et 1870, la construction de navires en bois connaît son apogée. Les chantiers occupent une centaine d'ouvriers.
L'ouverture des chantiers navals modernes de Saint-Nazaire, l'envasement du Brivet, la fin du commerce de la tourbe des marais de Brière entraînent le déclin de ces chantiers familiaux, dont l'activité cesse totalement à la fin du XIXe siècle. Les chantiers de Penhoët se trouvant quant à eux au sud du quartier prennent le relais avec la construction navale métallique, ne tardant pas à devenir le premier chantier de construction navale français.
En 1865, Méan, tout comme Penhoët, est officiellement rattaché à Saint-Nazaire. Un an plus tard, la gare ferroviaire de La Croix-de-Méan est inaugurée à l'ouest du quartier à la limite de l'actuelle commune de Trignac (qui dépend alors de Montoir). Méan compte cette année-là 11 643 habitants.
Les bombardements alliés de la Seconde Guerre mondiale font moins de dégâts à Méan que dans le centre-ville de Saint-Nazaire, préservant ainsi plusieurs monuments d'avant-guerre comme les halles, construites dans le style « Pavillon Baltard » et transférées dans les années 1930 à Penhoët ou les bains douches.
Dans l'affaire Troadec, les policiers retrouvent le 2 mars 2017 le véhicule de Sébastien Troadec garé sur le parking de l'église Saint-Joseph de Méan,.

## Méan aujourd'hui
Aujourd'hui, le quartier possède :
- une mairie annexe (commune avec celle de Penhoët) ;
- des écoles primaires ;
- une église : Saint-Joseph-de-Méan : une première église, bâtie rue de Trignac en 1854, devient trop petite en raison de l'augmentation de la population. Les habitants participent alors au financement du nouveau lieu de culte, l'église Saint-Joseph, inaugurée en 1891, d'une capacité de 1600 places. La présence des armoiries de l'évêque de Nantes rappellent l'appartenance de la paroisse au diocèse nantais. En l'absence de clocher, les cloches sont disposées dans un petit bâtiment annexe en bois, détruit lors de la Seconde Guerre mondiale[5]
- un ensemble de commerces de proximité.

## Sources
- Blog sur l'histoire de Méan avec photos